# La Première Nuit
Pour plus de détails, voir Fiche technique et Distribution.
La Première Nuit est un court métrage de fiction français, sans parole, de Georges Franju sorti en 1958. 

## Synopsis
Un garçon de dix ans passe la nuit dans le métro après avoir suivi une camarade d'école. Endormi sur une marche, il croit la reconnaître dans les rames qu'il voit en rêve...

## Fiche technique
- Titre : La Première Nuit
- Réalisation : Georges Franju
- Scénario : Marianne Oswald et Rémo Forlani
- Adaptation : Georges Franju
- Production : Argos Films
- Photographie : Eugen Schüfftan
- Musique : Georges Delerue
- Montage : Henri Colpi et Jasmine Chasney
- Pays d'origine :  France
- Format : Couleur / Noir et blanc — son monophonique - 35 mm
- Durée : 23 minutes
- Date de sortie : 1958
- Visa d'exploitation : 18809 (délivré le 31 décembre 1957)

## Distribution
- Pierre Devis : le garçon
- Lisbeth Persson : la fillette